# 理查德·范德芬内
理查德·范德芬内（荷蘭語： Richard van der Venne，1992年5月16日—）是一名荷兰职业足球运动员，效力于澳大利亚澳大利亞職業足球聯賽球队墨尔本城。

## 俱乐部生涯
2015年9月18日，他在荷乙联赛TOP奧斯对阵FC埃因霍温的比赛中首次亮相 。 

### 墨尔本城
2022年6月22日，墨尔本城足球俱乐部宣布他们已与范德芬内签下一份为期两年的合同。 他在2022年10月14日2比0战胜布里斯班狮吼的比赛中，在第55分钟替补出场，完成了自己的澳超首秀。 
2022年11月12日，范德芬内在墨尔本城2-1战胜纽卡斯尔喷气机的比赛中攻入了他的第一个进球。
2023年2月4日，范德芬内在墨尔本城6-1战胜麦克阿瑟的比赛中上演帽子戏法，在第33分钟、43分钟和77分钟的进球成为他在墨尔本城的第一个澳職联赛帽子戏法。 

## 荣誉
墨尔本城
- 澳職联赛： 2022–23 [6]